# 季文斌
季文斌，中华人民共和国外交官。历任驻新潟副总领事、外交部领事司签证政策与事务处参赞。现任驻名古屋副总领事。